# The Bad Man (film, 1923)
Pour les articles homonymes, voir The Bad Man.
The Bad Man est un western américain muet réalisé par Edwin Carewe et sorti en 1923. Il a fait l'objet de remakes en 1930 et 1941.
Holbrook Blinn y joue le rôle-titre, après l'avoir interprété au théâtre.

## Fiche technique
- Réalisation : Edwin Carewe
- Scénario : Porter Emerson Browne
- Production : Edwin Carewe Productions
- Distribution : Associated First National Pictures
- Date de sortie : 8 octobre 1923
- Durée : 70 minutes (7 bobines)[2]
- Image : Sol Polito

## Distribution
- Holbrook Blinn : Pancho Lopez
- Jack Mulhall : Gilbert Jones
- Walter McGrail : Morgan Pell
- Enid Bennett : Mrs. Morgan Pell
- Harry Myers : Red Giddings
- Charles Sellon : Uncle Henry
- Stanton Heck : Jasper Hardy
- Teddy Sampson : Angela Hardy
- Thomas Delmar : Capt. Blake
- Frank Lanning : Indian Cook
- Peter Vanzuella : Pedro